# Indie Brytyjskie na Igrzyskach Imperium Brytyjskiego 1934
Indie Brytyjskie wystartowały na Igrzyskach Imperium Brytyjskiego w 1934 roku w Londynie jako jedna z 16 reprezentacji. Była to druga edycja tej imprezy sportowej oraz debiutancki występ indyjskich zawodników. Reprezentacja zajęła dwunaste miejsce w generalnej klasyfikacji medalowej igrzysk, z jednym brązowym medalem w zapasach. Poza zapasami reprezentanci Indii startowali także w lekkiej atletyce.

## Medale
| Dyscyplina | Złoto | Srebro | Brąz | Razem |
| ---------- | ----- | ------ | ---- | ----- |
| Zapasy     | -     | -      | 1    | 1     |
| Razem      | 0     | 0      | 0    | 1     |

## Medaliści
Zapasy
- Rashid Anwar - waga półśrednia